# Herjulf Bårdsson
Herjólfr Bárðarson est l'un des premiers colons de l'histoire du Groenland.
Il a d'abord vécu en Islande, à Drepstokki, après avoir été un des premiers colons des îles Vestmann. Il était le fils de Bárð Herjólfsson et marié à Þorgerður. Son fils, Bjarni Herjúlfsson, fut un des premiers européens à apercevoir le continent américain en 986, après s'être égaré.
Herjólfr était l'un des vassaux d'Eiríkur rauði. En 985, il quitta l'Islande avec 25 navires vikings pour s'installer au Groenland. Parmi ces 25 navires, seuls 14 atteignirent le Groenland dont celui de Herjólfr.
Selon le Landnámabók islandais, sa famille s'est installée à Herjólfsnaes, au sud de Brattahlíð, près de l'actuelle Narsarmijit (Friedrichsthal), au sud de Nanortalik.